# Wintrebertia ampanihi
Wintrebertia ampanihi är en insektsart som beskrevs av Marius Descamps 1964. Wintrebertia ampanihi ingår i släktet Wintrebertia och familjen Euschmidtiidae. Inga underarter finns listade i Catalogue of Life.